# Maple Creek (ancienne circonscription fédérale)
Maple Creek fut une circonscription électorale fédérale de la Saskatchewan, représentée de 1917 à 1953.
La circonscription de Maple Creek a été créée en 1914 d'une partie de Moose Jaw. En 1924, une partie de la circonscription fut transférée dans Willow Bunch. Abolie en 1952, elle fut redistribuée parmi Swift Current. Cette dernière deviendra Swift Current—Maple Creek l'année suivante.

## Députés
1. 1917-1921 — John Archibald Maharg, CON
2. 1921-1925 — Neil HamonMcTaggart, PPC
3. 1925-1927 — George Spence, PLC
4. 1927-1930 — William George Bock, PLC
5. 1930-1935 — James Beck Swanston, CON
6. 1935-1945 — Charles Robert Evans, PLC
7. 1945-1949 — Duncan John McCuaig, CCF
8. 1949-1953 — Irvin William Studer, PLC

- CCF = Co-Operative Commonwealth Federation
- CON = Parti conservateur du Canada (ancien)
- PLC = Parti libéral du Canada
- PPC = Parti progressiste du Canada